# Millennium Palace
O Millennium Palace é um edifício de apartamentos de alto luxo na cidade de Balneário Camboriú, Estado de Santa Catarina, que, até maio de 2018, era o edifício mais alto do Brasil, com 177,3 metros de altura arquitetônica (que inclui elementos estruturais e decorativos, mas não mastros e antenas) e 46 andares acima do solo.  Localizado na Avenida Atlântica, 2670, de frente para a praia, na área central da cidade, foi inaugurado em 9 de agosto de 2014, tendo quase o dobro da altura dos prédios vizinhos. É o quarto prédio mais alto da cidade e o sétimo do país.

## Tempestade de janeiro de 2018
Em 23 de janeiro de 2018, uma grande tempestade atingiu Balneário Camboriú, com ventos de até 90 km/h. Isso causou oscilações no Millennium Palace, que chegaram a fazer as piscinas internas dos apartamentos transbordarem, o que foi mostrado num vídeo publicado no YouTube, que teve grande repercussão e causou algum alarme. A construtora do edifício, porém, informou que não recebeu reclamações e que não houve danos à edificação. Acrescentou ainda que o projeto do Millennium Palace foi submetido a testes em túnel de vento na Inglaterra e o edifício foi projetado para suportar ventos muito superiores à força máxima prevista de ocorrer. O engenheiro Ricardo Dias, professor de Arquitetura e Urbanismo da PUC-PR, explicou que essas oscilações são normais dentro de limites especificados em normas técnicas e previstas no projeto de edifícios, sem que isso acarrete danos à estrutura, embora elementos móveis dentro da estrutura possam se movimentar.

## Galeria

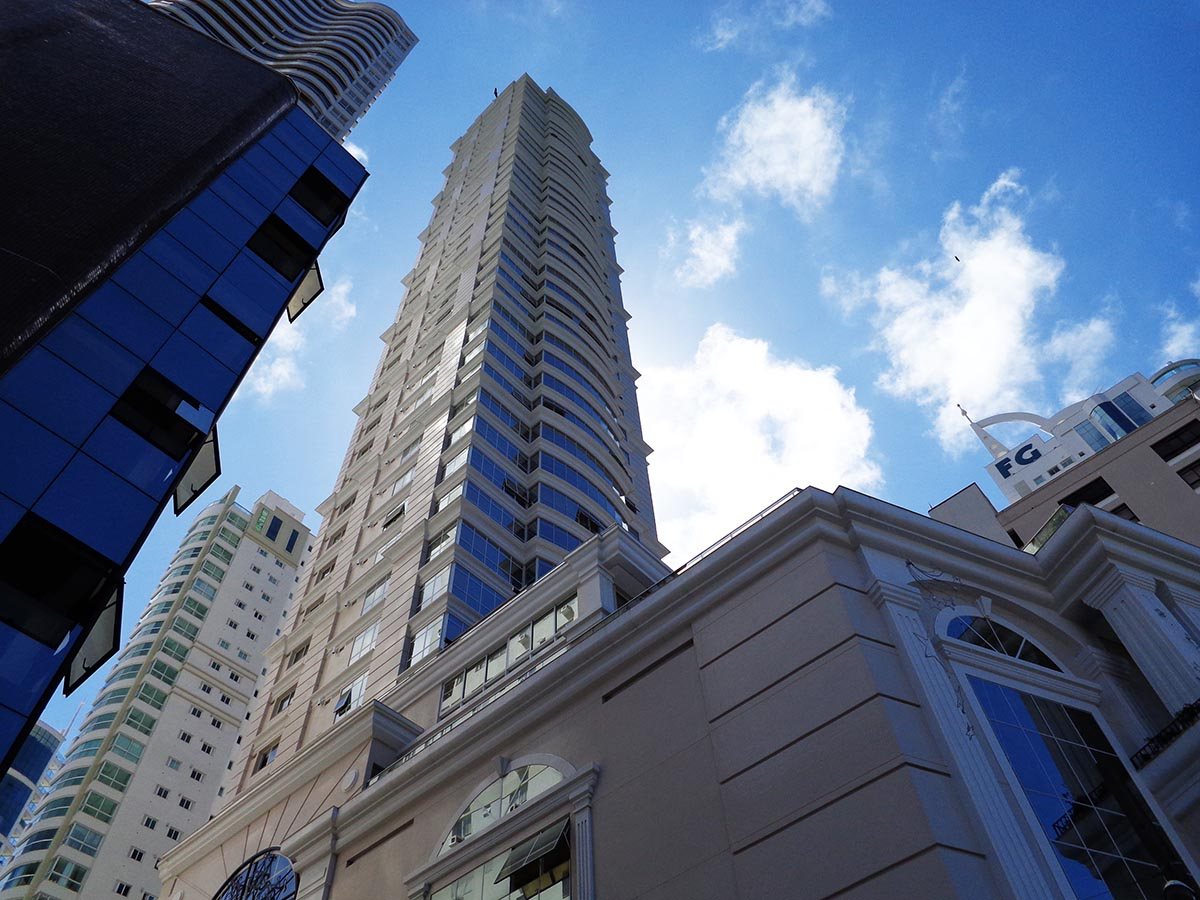
Millennium Palace, visto da rua lateral.
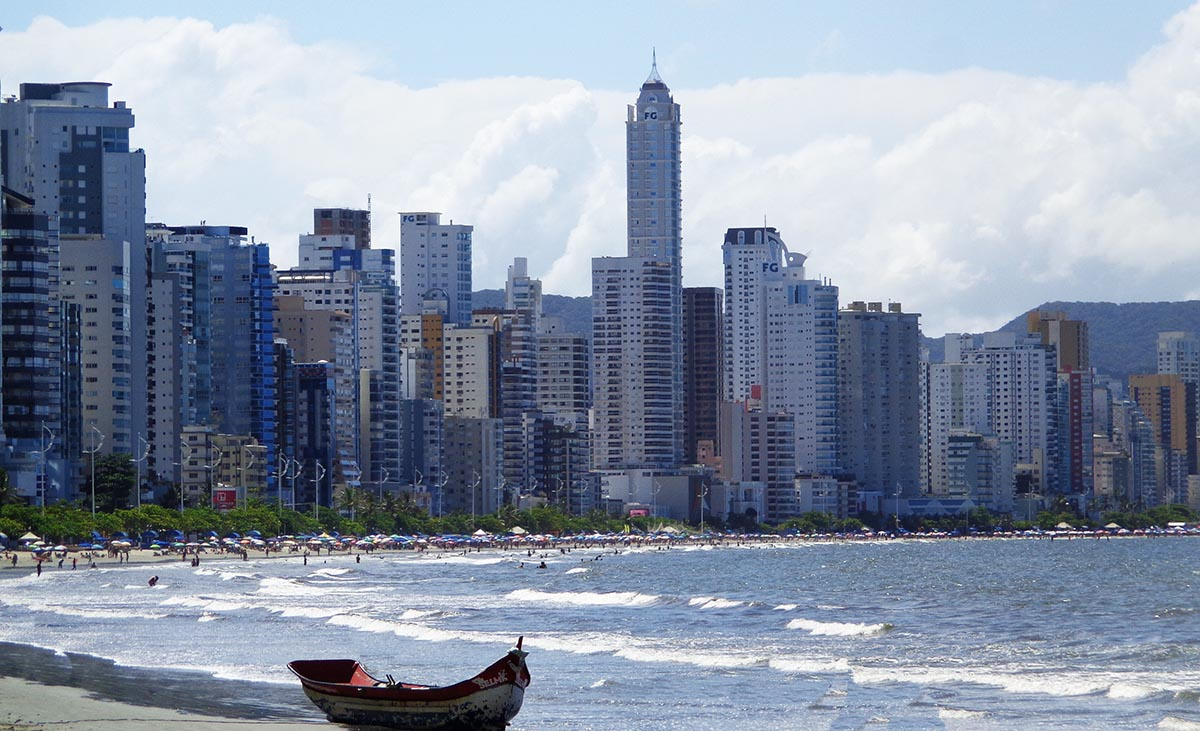
Millennium Palace, visto a partir da Barra Sul da praia de Balneário Camboriú.